# HMS Vidar (P156)
HMS Vidar (P156) var en av svenska marinens 16 patrullbåtar som byggdes i Norge. Fartyget togs i tjänst 1979 och bildade tillsammans med systerfartyget HMS Vale (P155) den 3:e Patrullbåtsdivisionen med hemmahamn Gålö. Fartygschef första året var kapten Bertil Björkman.
Hugin-klass patrullbåten HMS Vidar utgjorde testplattform, förutom huvudmaskineri som förblev original, för ett antal modifieringar vilket från 1992 infördes på 8 patrullbåtar vilka därefter benämndes Kaparen-klass.
Fartyget tjänstgjorde även på 5/48/18. patrullbåtsdivisionen på västkusten, och deltog tillsammans med HMS Hugin (P151) och HMS Mode (P154) i 18. patrullbåtsdivisionens sista övningar i division vid förbandets nedläggning 1 juni 2001.

Vidars vapen.